# IC 631
IC 631 — галактика типу E (еліптична галактика) у сузір'ї Секстант.
Цей об'єкт міститься в оригінальній редакції індексного каталогу.